# Prix national de Cinématographie
Le prix national de Cinématographie (en espagnol : Premio Nacional de Cinematografía) est l'une des plus prestigieuses récompenses de cinéma en Espagne. 

## Présentation
Décerné par le ministère de la Culture chaque année depuis 1980, il rend hommage à la carrière d'un grand réalisateur (Carlos Saura en 1980, Pedro Almodóvar en 1990, Juan Antonio Bayona en 2013...), acteur (Fernando Rey, Antonio Banderas, Javier Bardem...), actrice (Carmen Maura, Marisa Paredes, Maribel Verdú...) ou autre personnalité du monde du cinéma (le producteur Elías Querejeta, la costumière Yvonne Blake, le compositeur Alberto Iglesias...).

## Lauréats récents
- 2022 : Penélope Cruz[1]
- 2023 : Carla Simón[2]
- 2024 : María Zamora[3]